# 대한민국 상법 제600조
대한민국 상법 제600조는 유한회사와 주식회사의 합병에 대한 상법 회사법의 조문이다.

## 조문
제600조 (유한회사와 주식회사의 합병) ①유한회사가 주식회사와 합병하는 경우에 합병후 존속하는 회사 또는 합병으로 인하여 설립되는 회사가 주식회사인 때에는 법원의 인가를 얻지 아니하면 합병의 효력이 없다.

②합병을 하는 회사의 일방이 사채의 상환을 완료하지 아니한 주식회사인 때에는 합병후 존속하는 회사 또는 합병으로 인하여 설립되는 회사는 유한회사로 하지 못한다.

## 사례
- 한국 대덕벨리에 소재한 파인애플 유한회사와 페이크북 주식회사 두 회사가 합병하여 페이크북 주식회사로 되는 경우, 대전법원의 인가를 얻어야 한다.

## 같이 보기
- M&A
- 대한민국 상법 제174조 회사의 합병